# The White Rovers

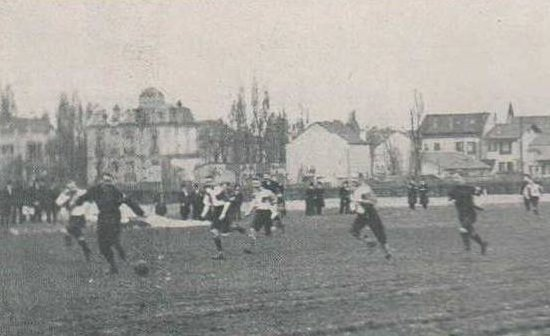
White Rovers thi đấu với đội tuyển quốc gia Đức không chính thức.

White Rovers, còn được gọi là White Rovers Paris, là một câu lạc bộ bóng đá nghiệp dư Pháp có trụ sở tại Paris. Câu lạc bộ được thành lập vào năm 1891 bởi một người Anh Jack Wood. Wood gần đây đã đến Paris và trước đây chơi bóng đá ở quê nhà. White Rovers chủ yếu sử dụng các cầu thủ bóng đá Anh-Mỹ, nhưng mở cửa cho tất cả các quốc tịch. Câu lạc bộ đã tổ chức các trận đấu bóng đá trên đất đối diện nằm trong xã Bécon-les-Bruyères và sau đó chơi các trận đấu ở Bois de Vincennes. White Rovers là một trong sáu câu lạc bộ bóng đá tham gia giải vô địch bóng đá đầu tiên của Pháp kết thúc vị tí Á quân cho Câu lạc bộ thể thao tiêu chuẩn năm 1894. Câu lạc bộ kết thúc vị trí thứ hai trong ba mùa tiếp theo. Sau bảy mùa bóng đá nghiệp dư, câu lạc bộ tan rã vào năm 1898.